# جوناثان إس. تورنر
جوناثان إس. تورنر (بالإنجليزية: Jonathan S. Turner)‏ هو مهندس وعالم حاسوب أمريكي، ولد في 13 نوفمبر 1953 في بوسطن في الولايات المتحدة.